# Bonvi
Franco Fortunato Gilberto Augusto Bonvicini, connu sous le pseudonyme de Bonvi, né le 31 mars 1941 à Modène (Italie) et mort le 10 décembre 1995 à Bologne, est un auteur italien de bande dessinée.

## Biographie
Bonvi est notamment l'auteur des bandes dessinées Sturmtruppen, Nick Carter (it) et Milo Marat.
Il meurt dans un accident de la route le 10 décembre 1995, heurté par une voiture dont le conducteur était en état d’ébriété.

## Œuvres

### Sturmtruppen
Cette série est une satire anti-militariste, à travers les déboires comiques de malheureux soldats allemands de la Seconde Guerre mondiale, oubliés, désespérés, et inutiles. Elle est publiée à partir de 1968 dans le quotidien national Paese Sera, puis dans la revue Eureka, et ensuite de nombreux quotidiens.
Elle est publiée en français à partir de 1976 chez Sagédition, puis J.-C. Lattès. 
1. Les Nazis sont des cons (1973)
2. Sturmtruppen (1976)
3. Le bataillon en folie (1977)

## Adaptation au cinéma
- Le Bataillon en folie (Sturmtruppen) est adapté au cinéma par Salvatore Samperi en 1976, suivi de Sturmtruppen II (Sturmtruppen 2 - Tutti al fronte) en 1982.

## Filmographie partielle (comme acteur)
- 1982 : Sturmtruppen II (Sturmtruppen 2 - Tutti al fronte) de Salvatore Samperi
- 1989 : Cavalli si nasce de Sergio Staino

## Prix
- 1973 :  Prix Saint-Michel du meilleur dessinateur européen pour Les Nazis sont des cons (Sturmtruppen)
- 1974 :  Prix Yellow-Kid de l'auteur italien au festival de Lucques, pour l'ensemble de son œuvre
- 1977 :  Prix Saint-Michel du meilleur dessinateur étranger pour Chroniques (Après la bombe, t. 1)